# 国际电磁科学院浙江大学分院
国际电磁科学院浙江大学分院是浙江大学的一个独立研究机构，成立于2003年。它为知名的电磁学领域的国际性学术组织——国际电磁科学院（The Electromagnetics Academy，1989年在美国成立）的分支机构。
该机构的宗旨为「致力于推动电磁理论及其相关的先进应用，以及在全球范围促进电磁学的教育和学术交流。」